# Humagne Blanche
Humagne Blanche ist eine autochthone Weissweinsorte des Schweizer Kantons Wallis.

## Geschichte
Die Sorte wurde schon im Jahre 1313 in Sion urkundlich als Vinum humanum und auch als Humagny erwähnt. Vermutungen, dass sie über die griechische Kolonie Massilia (das heutige Marseille) in die Schweiz gelangt sei, konnten zum Teil belegt werden. José Vouillamoz erkannte eine genetische Nähe der Sorte Humagne Blanche zum Colombaud, der mit der Vatersorte der Schweizer Rebsorte verwandt sei. Die aktuelle Rebfläche beträgt 29,8 Hektar (Stand 2007, Quelle: Office fédéral de l'agriculture OFAG)

## Eigenschaften
Den Weinen aus der Humagne Blanche schreibt man gesundheitsfördernde Eigenschaften zu. Die Weinsorte wurde bereits seit dem 12. Jahrhundert als belebender Krankenwein geschätzt und der Name Vinum humanum bezieht sich namentlich darauf.
Der goldgelbe und lange lagerfähige Wein besitzt ein duftiges Bouquet und im Geschmack erinnert er an Feuerstein. Die Sorte wird auch im Walliser Gletscherwein aus dem Val d’Anniviers südlich von Siders verwendet. Die ertragsschwache Humagne Blanche wird als eine der ältesten Schweizer Rebsorten beschrieben. Sie ist recht anfällig gegen den Echten Mehltau und die Rohfäule, so dass die ohnehin schwachen Erträge auch noch in der Menge sehr schwankend sind.

## Herkunft
Der Humagne Blanche gehört zu einer Gruppe von Rebsorten, die sich in der geographischen Insellage der Alpenregionen Italiens und des Wallis in der Schweiz halten konnten. Zu dieser Gruppe gehören die folgenden Sorten:
- Rotweinsorten: Bonda, Cornalin d'Aoste, Cornalin du Valais, Crovassa, Durize, Eyholzer, Fumin, Goron de Bovernier, Mayolet, Ner d’Ala, Petit-Rouge, Prëmetta/Prié rouge, Roussin, Roussin de Morgex, Vien de Nus, Vuillermin.
- Weissweinsorten: Completer, Himbertscha, Humagne Blanche, Lafnetscha, Petite Arvine, Planscher, Prié Blanc, Resi.

Die Sorte ist nicht mit der in der Schweiz unter dem Namen Humagne Rouge bekannten Petit-Rouge verwandt.

## Synonyme
Synonyme: 5; Humagne, Humagne Blanche, Miousap, Miousat, Mioussat.

## Abstammung
Colombaud ist verwandt mit der Vatersorte.